# Hysteropterum reiberi
Hysteropterum reiberi är en insektsart som beskrevs av Lethierry 1878. Hysteropterum reiberi ingår i släktet Hysteropterum och familjen sköldstritar. Inga underarter finns listade i Catalogue of Life.